# МТФ № 2 колхоза имени Ленина
МТФ № 2 колхо́за им. Ле́нина (ранее — Молочнотова́рная фе́рма-2 колхо́за им. Ле́нина) — посёлок в Белореченском районе Краснодарского края России.
Входит в состав Родниковского сельского поселения.

## География
Посёлок находится на расстоянии 3,8 км от города Белореченск, административного центра района.

## История
Посёлок зарегистрирован 15 ноября 1977 года решением Краснодарского крайисполкома.

## Население
| 2002 | 2010 |
| ---- | ---- |
| 57   | ↘51  |